# Aplomya flavisquama
Aplomya flavisquama là một loài ruồi trong họ Tachinidae.